# Braian Angola-Rodas
Pour les articles homonymes, voir Angola.
Braian Alexander Angola-Rodas, né le 6 avril 1994 à Villanueva, Casanare, est un joueur colombien de basket-ball. Il évolue au poste d'arrière.

## Biographie

### Carrière universitaire
Angola-Rodas entre d'abord au North Idaho College (en) à Coeur d'Alene (Idaho) où il joue sous les ordres des entraîneurs Corey Symons et George Swanson. Pour sa première année, il a des moyennes de 13,8 points, 6,4 rebonds et 3,4 passes décisives, permettant à son équipe de terminer la saison avec un bilan de 23 victoires et 7 défaites.
Pour sa deuxième année, la saison de sophomore, Angola-Rodas a des moyennes de 21,4 points, 6,5 rebonds et 4,3 passes décisives par match avant d'être nommé dans le meilleur cinq majeur de la NJCAA (National Junior College Athletic Association) Division I. Il aide son équipe à finir la saison avec un bilan de 31 victoires et 2 défaites, en démarrant la saison avec 31 victoires consécutives.
Après avoir des offres de plusieurs universités participant à la NCAA Division I en vue de sa troisième année, Angola-Rodas est transféré aux Seminoles de Florida State en avril 2016. Il a un rôle limité en tant que membre de première année de l'équipe et termine la saison avec des moyennes de 4,6 points, 1,6 rebond et 1,2 passe décisive par match.
Pour sa dernière année universitaire, la saison de sénior, il a des moyennes de 12,5 points, 3,9 rebonds et 3,0 passes décisives par match et son équipe atteint l'Elite Eight au tournoi NCAA.

### Carrière professionnelle
Le 21 juin 2018, lors de la draft 2018 de la NBA, automatiquement éligible, il n'est pas sélectionné. Le 13 juillet 2018, il signe un contrat avec le Magic d'Orlando avec lequel il participe à la NBA Summer League 2018. Le 13 octobre 2018, il est libéré de son contrat par le Magic. Le 23 octobre 2018, le Magic ajoute Angola-Rodas dans son équipe affiliée de G-League, le Magic de Lakeland. À la fin de la saison régulière de G-League, son équipe termine à la 2e position de la conférence Est et participe aux playoffs en mars 2019 mais elle s'incline en finale de conférence. Le 18 avril 2019, il signe en Belgique, au Filou Oostende pour la fin de saison 2018-2019.

## Équipe nationale
Angola-Rodas a joué avec l'équipe nationale de Colombie lors de la FIBA AmeriCup 2017 durant laquelle il a des moyennes de 12,7 points, 5,7 rebonds et 2,0 passes décisives par match.

## Statistiques

### Universitaires
| Saison    | Équipe                   | Matchs | Titul. | Min./m | % Tir | % 3pts | % LF | Rbds/m. | Pass/m. | Int/m. | Ctr/m. | Pts/m. |
| --------- | ------------------------ | ------ | ------ | ------ | ----- | ------ | ---- | ------- | ------- | ------ | ------ | ------ |
| 2013-2014 | North Idaho College (en) | 32     | 28     | 26,5   | 41,6  | 23,3   | 76,5 | 6,4     | 3,4     | 1,7    | 0,8    | 13,8   |
| 2015-2016 | North Idaho College      | 32     | 30     | 31,9   | 52,0  | 38,2   | 76,1 | 6,5     | 4,3     | 2,7    | 0,5    | 21,4   |
| 2016-2017 | Florida State            | 34     | 0      | 11,8   | 45,2  | 42,0   | 78,0 | 1,62    | 1,24    | 0,44   | 0,12   | 4,62   |
| 2017-2018 | Florida State            | 35     | 31     | 27,5   | 41,7  | 37,6   | 83,7 | 3,94    | 3,00    | 1,31   | 0,26   | 12,49  |

### Professionnelles
| Saison    | Équipe   | Matchs | Titul. | Min./m | % Tir | % 3pts | % LF | Rbds/m. | Pass/m. | Int/m. | Ctr/m. | Pts/m. |
| --------- | -------- | ------ | ------ | ------ | ----- | ------ | ---- | ------- | ------- | ------ | ------ | ------ |
| 2018-2019 | Lakeland | 38     | 5      | 24,6   | 42,0  | 35,6   | 87,1 | 4,53    | 2,29    | 1,53   | 0,47   | 9,82   |
| Total     |          | 38     | 5      | 24,6   | 42,0  | 35,6   | 87,1 | 4,53    | 2,29    | 1,53   | 0,47   | 9,82   |

## Palmarès
- First-team NJCAA All-American (2016)
- Vainqueur de la Coupe de Serbie 2020

## Vie privée
Braian est le fils d'Ofelia Rodas et Hugo Angola. Il a un frère (John Fredy) et deux sœurs (Michel et Karol).